# USENIX
USENIX協会は、1975年に設立された "Unix User Group" というユーザーグループを起源とする団体。Advanced Computing Technical Associationとも呼ばれる。当初の目的はUNIXとUNIX関連のシステムの開発や研究であった。Usenixと名称変更したのは、ウェスタン・エレクトリック（AT&Tの製造部門）からの脅迫状への対応のためであった（商標問題）。その後、より一般的にオペレーティングシステムに関わる事業家、開発者、研究者の組織に成長した。創設当初から ;login: という技術誌を出版している。
USENIXは本来技術団体として始まったが、商業的関心が高まるとともにいくつかのグループが並行して始まった。例えばSTUG (Software Tools Users Group) はUnix系ツールと非Unix系OSとのインタフェースについての技術グループ、USENIX/usr/groupは商業志向のユーザーグループである。
USENIXにはシステムアドミニストレータのための技術グループ SAGE がある。
毎年、いくつかの会議やワークショップを開催している。例えば、USENIX Symposium on Operating Systems Design and Implementation (OSDI)、USENIX Symposium on Networked Systems Design and Implementation (NSDI)、USENIX Annual Technical Conference、USENIX Conference on File and Storage Technologies (FAST)、Large Installation System Administration Conference （LISA。SAGEとの共催、システム管理に関する会議）などがある。

## 2010年 - 2012年の役員
2010年6月21日から以下の人々が役員を務めた。
- 会長: Clem Cole
- 副会長: Margo Seltzer
- 書記: Alva Couch
- 会計: Brian Noble
- 理事:
  - John Arrasjid
  - David Blank-Edelman
  - マット・ブレイズ
  - Niels Provos

## 2008年 - 2010年の役員
2008年6月25日から以下の人々が役員を務めた。
- 会長: Clem Cole
- 副会長: Margo Seltzer
- 書記: Alva Couch
- 会計: Brian Noble
- 理事:
  - マット・ブレイズ
  - Rémy Evard
  - Niels Provos
  - Gerald Carter

## 2006年 - 2008年の役員
2006年6月1日から以下の人々が役員を務めた。
- 会長: Mike Jones
- 副会長: Clem Cole
- 書記: Alva Couch
- 会計: セオドア・ツォー
- 理事:
  - マット・ブレイズ
  - Rémy Evard
  - Niels Provos（セキュリティと暗号の研究者、OpenBSDコミュニティでも活動）
  - Margo Seltzer（ハーバード大学教授、Berkeley DB 関係者）

## 2004年 - 2006年の役員
2004年6月27日から、以下の人々が役員を務めた。
- 会長: Mike Jones
- 副会長: Clem Cole
- 書記: Alva Couch
- 会計: セオドア・ツォー （Linuxカーネル開発者の1人）
- 理事:
  - マット・ブレイズ （暗号や情報セキュリティの研究者）
  - ジョン・ホール
  - Geoff Halprin
  - マーシャル・カーク・マキュージック

## 2002年 - 2004年の役員
- 会長: マーシャル・カーク・マキュージック （Unix File Systemなどの開発者）
- 副会長: Michael B. Jones
- 書記: Peter Honeyman
- 会計: Lois Bennett
- 理事:
  - Tina Darmohray
  - ジョン・ギルモア （GNUプロジェクトの主要貢献者の1人、Usenetのalt.*ツリーを構築）
  - ジョン・"マッドドッグ"・ホール （Linux International代表）
  - Avi Rubin (ジョンズ・ホプキンス大学の情報工学の教授)

## USENIX 貢献賞 (Lifetime achievement award)

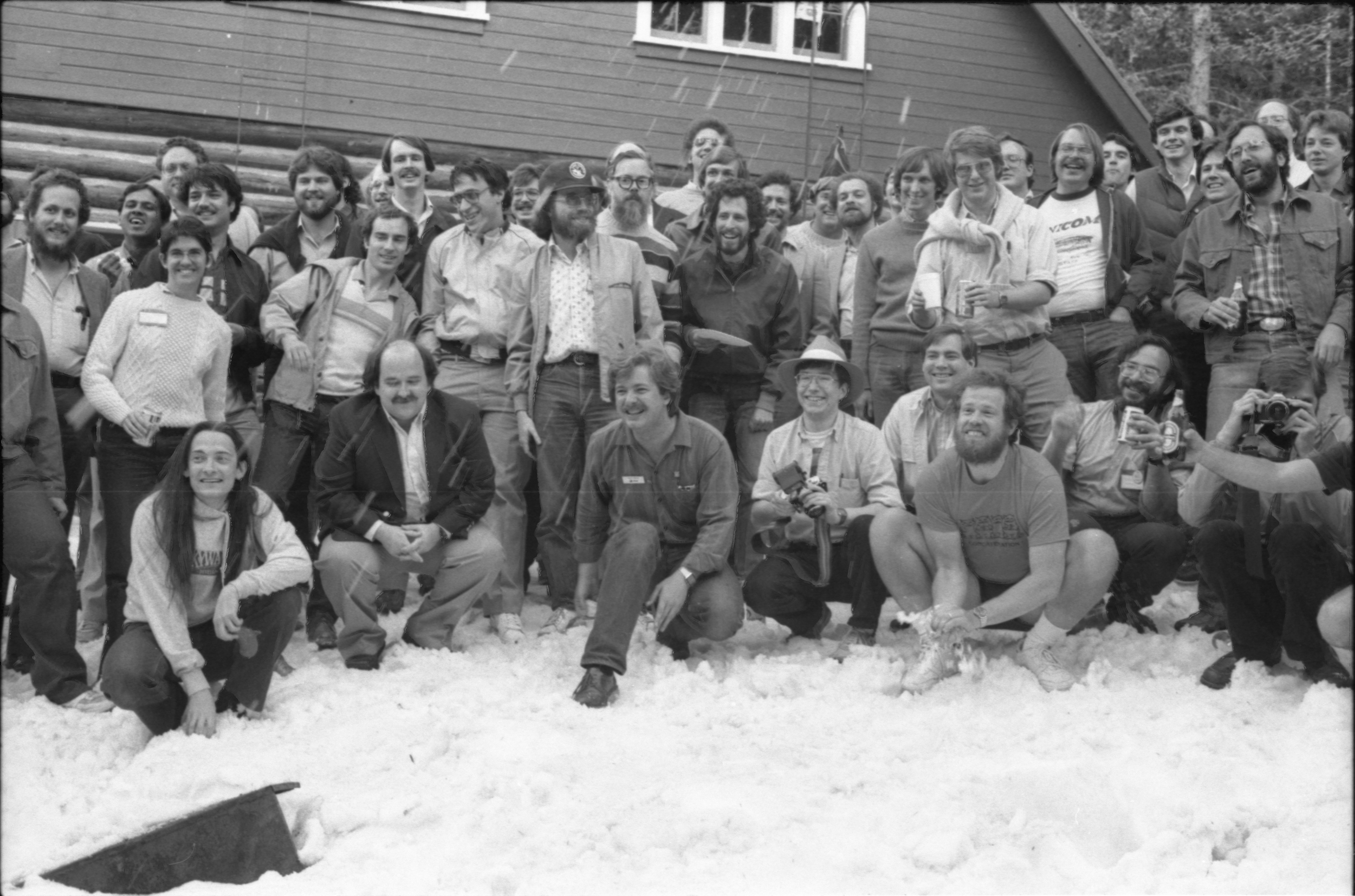
USENIX 1984 Summer での講演者らの写真（撮影は Perry Kivolowitz）

"Flame"賞とも呼ばれ、1993年からほぼ毎年贈られている。
- 2018年: エディー・コーラー（英語版）
- 2014年: トーマス・E・アンダーソン（英語版）
- 2012年: ジョン・マッシー（英語版）
- 2011年: ダン・ギア（英語版） - コンピュータセキュリティの研究者
- 2010年: ウォード・カニンガム
- 2009年: ジェラルド・J・ポペック - PopekとGoldbergの仮想化要件で知られる計算機科学者
- 2008年: アンドリュー・タネンバウム
- 2007年: Peter Honeyman
- 2006年: ラディア・パールマン - スパニングツリープロトコルの開発
- 2005年: マイケル・ストーンブレーカー - 関係データベース（Ingres、Informixなど）の研究開発
- 2004年: ダグラス・マキルロイ - UNIXのパイプの発明、ソフトウェアのコンポーネント化の概念、いくつかのUNIX用ツール（spell, diff, sort, joinなど）を開発
- 2003年: リック・アダムス（英語版） - UUNET (ISP) 設立、SLIP開発などインターネット草創期の立役者
- 2002年: ジェームズ・ゴスリン
- 2001年: GNUプロジェクトと全ての貢献者 [4]
- 2000年: W・リチャード・スティーヴンス - UNIXやTCP/IPに関する書籍で有名
- 1999年: X Window System のコミュニティ全体
- 1998年: ティム・バーナーズ＝リー
- 1997年: ブライアン・カーニハン
- 1996年: Software tools users group（英語版）
- 1995年: ジム・エリス（英語版）、スティーブン・M・ベロビン（英語版）、トム・トラスコット（英語版）によるUSENET(ネットニュース)の創造に対して
- 1994年: Networking Technologies
- 1993年: バークレー UNIX (BSD)